# Sonia Díez Abad
Sonia Díez Abad (Guecho, 1965) es una educadora, psicóloga, economista y CEO española. Es presidenta del grupo educativo Horizonte Ítaca que comprende el Colegio Internacional Torrequebrada, el Colegio Nuestra Señora de Europa, la Fundación Ítaca, Wakana y Flexischool.

## Biografía
Hija de Charo Abad y de Julián Díez, maestros que en los años 60 crearon una pequeña escuela en el barrio de Guecho, Vizcaya, guiados por los principios de la Institución Libre de Enseñanza. En esa escuela, única en su entorno, se formó con una mente abierta. Doctora en Ciencias Económicas y Empresariales por la Universidad de Málaga, MBA en el IE Business School, graduada en Psicología por la Universidad de Málaga y en Educación por la Universidad de Deusto, cuenta con varias acreditaciones de postgrado de la Universidad de Harvard. 

### Trayectoria profesional
Se inició en el ámbito educativo en 1988 como profesora en prácticas en el colegio Saint Mary’s Hall en San Antonio (Texas, EE. UU.). Allí, desarrolló un programa bilingüe que la institución le autorizó a implementar durante el tiempo que trabajó en educación primaria. A partir de ese momento, comenzó a impartir clases en todos los niveles formativos, incluida la etapa universitaria.
Desde 1997 hasta 2004, fue la directora del Colegio Nuestra Señora de Europa (Guecho) que previamente había dirigido su padre.
Posteriormente, en el año 2000, fue consejera delegada y portavoz en Grupo Vértice, donde ya había sido CEO de la división e-learning, creando una escuela de negocios online que se expandió a los cinco continentes.
Fue en 2004 cuando decidió dejar el cargo para fundar el Colegio Internacional Torrequebrada (Benalmádena, Málaga) del que es presidenta, con la intención de crear una institución educativa diferente y acorde a su visión innovadora de la educación, evitando formatos estandarizados y centrándose en las necesidades de los alumnos.
En esta línea, creó la Fundación Ítaca, una entidad privada sin ánimo de lucro que promueve la investigación, la participación y la realización de proyectos de innovación educativa a la vez que la cooperación y el intercambio de experiencias con la finalidad de contribuir en la mejora del conocimiento y comprensión de las relaciones entre la sociedad y el desarrollo de personas.
Poniendo el foco en que la experiencia educativa trascienda de lo meramente académico y se centre en el bienestar integral del alumno, apostó en 2015 por la creación de un espacio natural para promover la curiosidad de jóvenes y adultos. Nació así Wakana, un enclave formado por 18.000 hectáreas y un embalse ubicado en el Parque natural de los Alcornocales (Cádiz).
Mientras tanto, fue vicepresidenta de FEDEPE (Federación Española de Mujeres Directivas, Ejecutivas, Profesionales y Empresarias), cargo al que renunció recientemente cuando fue nombrada miembro del comité científico del Instituto de las Naciones Unidas Para la Formación y Desarrollo del Liderazgo, CIFAL-UNITAR.
Bajo el cargo de CIFAL-UNITAR promueve la formación en Objetivos de Desarrollo Sostenible (ODS) de acuerdo a la Agenda 2030 mediante cursos certificados a centros educativos, empresas y personas vinculadas a estos intereses.
En la actualidad, está involucrada en el proyecto Flexischool, una propuesta para complementar el modelo educativo tradicional, permitiendo la personalización y flexibilidad de los itinerarios académicos de los alumnos y ofreciéndoles certificaciones oficiales y experiencias de alta empleabilidad.

### Movilización educativa - EducAcción
EducAcción (enlace roto disponible en Internet Archive; véase el historial, la primera versión y la última). es el proyecto vital que engloba todas las acciones empresariales de Sonia Díez, defendiendo la posibilidad de promover otro tipo de educación a través de lo que denomina un “activismo posibilista”. El movimiento está centrado en el bienestar de niños y jóvenes y en sus necesidades educativas, apelando también al resto de miembros del sistema como son los padres, profesores e instituciones educativas.
Bajo esta premisa, publicó en 2018 con Grupo Planeta en su sello Ediciones Deusto el libro ‘¡EducAcción!: 10 acciones para el cambio que nuestros hijos merecen y necesitan’, en el que defiende la necesidad de transformar la educación al mismo tiempo que se transforma la sociedad.
Es habitual su participación en charlas y conferencias educativas como TEDx o Aprendemos Juntos – País/BBVA y es la encargada de la sección ‘EducAcción’ en el programa La Brújula de Onda Cero, dirigido y presentado por Juan Ramón Lucas.
En consecuencia, es presidenta del Consejo Científico del congreso internacional EducAcción.

## Premios y reconocimientos
- Reconocimiento como una de las 25 personas más influyentes en España en el área de la educación.
- Premio Mujer Empresaria de Andalucía. De la Asociación de Mujeres Empresarias y Directivas de Andalucía.
- Galardón Victoria a la Empresaria de Málaga. Otorgado por la Asociación de Mujeres Profesionales y Empresarias de Málaga.[12]
- Premio Paloma de Plata. Concedido por la Asociación Escuela Cultura de Paz.[13]
- Reconocimiento  “Top 100 mujeres líderes”, como empresaria de España.[14]
- Premio “Mujeres a Seguir” en Economía, en el ámbito educativo.[15]
- Galardón AIXE promovido por el Ayuntamiento de Getxo.[16]